# Mitragliatrice media

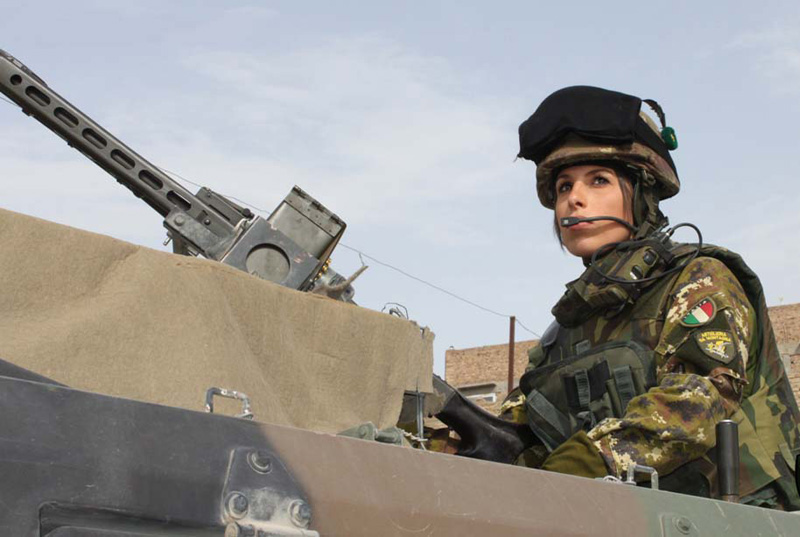
Un alpino con una MG 42/59 su un VTLM Lince in Afghanistan

Una mitragliatrice media è un tipo di mitragliatrice completamente automatica, alimentata a nastro, che spara una cartuccia da fucile di piena potenza, di calibro intorno ai 7,62 mm. 
Hanno caratteristiche intermedie tra la mitragliatrice leggera e la mitragliatrice pesante.

## Caratteristiche
Di solito hanno qualche tipo di caratteristica che permette il fuoco prolungato, come una canna rimovibile o particolarmente pesante (per assorbire il calore), alette o un raffreddamento ad acqua, ma devono essere abbastanza leggere da poter essere usate con un bipede. Due costanti sono la capacità di un fuoco maggiore rispetto ai fucili automatici, e l'abilità di essere usate come mitragliatrici di supporto leggere per la fanteria, sia con bipede che con treppiede o su mezzo o fortificazione. Mentre le mitragliatrici pesanti sono usate su treppiedi pesanti e le mitragliatrici leggere di solito sono usate su bipodi, le medie possono essere usate su entrambi i supporti ed hanno più durabilità, e tengono meglio il fuoco sostenuto.

## Munizionamento
Ciò che li differenzia dalle mitragliatrici pesanti è il calibro (sotto i 12,7 mm) ed in parte il peso, e dalle mitragliatrici leggere è l'utilizzo (statico, non d'assalto), l'equipaggio (2-4 persone invece che 1-2) ed in parte il peso.